# Svanninge
Svanninge er en landsby på Fyn med 204 indbyggere i byområdet (2023). Svanninge ligger ved Svanninge Bakker en km øst for Millinge, fire km nord for Faaborg og 40 km syd for Odense. Landsbyen tilhører Faaborg-Midtfyn Kommune i Region Syddanmark.
Den ligger i Svanninge Sogn, og Svanninge Kirke ligger i landsbyen.
Svanninge, Svanninge Bakker og Svanninge Kirke har stået centralt i dansk malerkunst idet både Harald Giersing, Fritz Syberg og Anna Syberg har boet og malet her. 
Fritz Syberg, der havde boet i Svanninge fra 1895 til 1902 sammen med Anna, købte i 1914 det lille bondehus “Poppelhuset” og forærede det tre år senere til sin datter Besse Giersing, født Syberg, da hun giftede sig med hovedmanden i det modernistiske gennembrud i Danmark, Harald Giersing. Huset blev frem til Giersings død i 1927 brugt om sommeren, og flere af Giersings landeveje og kirkegårdsbilleder har motiver fra Svanninge, lige som mange malerier af Fritz Syberg er malet i Svanninge Bakker.